# Olios yucatanus
Olios yucatanus är en spindelart som beskrevs av Chamberlin 1925. Olios yucatanus ingår i släktet Olios och familjen jättekrabbspindlar. Inga underarter finns listade i Catalogue of Life.